# Estación Villa Alberdi
Estación Villa Alberdi era una estación en la localidad de Juan Bautista Alberdi del departamento Juan Bautista Alberdi, en la provincia de Tucumán, Argentina.

## Servicios
No presta servicios de pasajeros, ni de cargas. Sus vías corresponden a los ramales CC12 y CC14 del Ferrocarril General Belgrano. 
Se encuentra precedida por el Kilómetro 36 por parte del CC12 y la Domingo Millán por parte del CC14 y, le sigue la Donato Alvarez.